# Pamela Anderson
Pamela Denise Anderson (Ladysmith, 1 de julho de 1967) é uma atriz, modelo, autora e ativista dos direitos dos animais canadense-americana. Ela ganhou destaque após ser selecionada como a Playmate do mês da Playboy em fevereiro de 1990, e passou a fazer aparições regulares na capa da revista, detendo o recorde de pessoa com o maior número de aparições em capas da Playboy. Ficou internacionalmente conhecida por sua interpretação como "C.J." Parker na série de TV Baywatch (1992–1997), o que consolidou ainda mais seu status como símbolo sexual. Em 1995, vídeos caseiros pessoais de Anderson com seu então marido na época Tommy Lee foram roubados e vendidos como uma sex tape, o que resultou em uma briga judicial e a tornou alvo de controvérsias.
Em 1996, Anderson fez sua estreia no cinema como Barbara "Barb Wire" Kopetski no filme Barb Wire (1996), seguidos por, entre outros como Heather Biblow-Imperiali em The Nanny (1997), Becca em Scary Movie 3 (2003), Skyler Dayton em Stacked (2005–2006) e teve uma participação especial em Borat (2006), de Sacha Baron Cohen. Ela também estrelou seu próprio reality show, Pam: Girl on the Loose (2008) e esteve envolvida em vários outros reality shows, como Dancing with the Stars (2010–2012, 2018). Durante a década de 2020, Anderson viu uma reavaliação de sua carreira após sua estreia na Broadway como Roxie Hart no musical Chicago (2022), o lançamento do documentário Pamela, a Love Story (2023) e sua autobiografia Love, Pamela (2023), e seu papel no filme independente The Last Showgirl (2024), pelo qual recebeu uma indicação ao Globo de Ouro de Melhor Atriz em Cinema – drama e ao Prémio Screen Actors Guild de melhor atriz principal em cinema.
Anderson é conhecida por seu ativismo, tendo apoiado publicamente muitas causas e ações beneficentes, especialmente os direitos dos animais e as atividades da PETA. Em 2025, ela apresentará o programa de culinária à base de plantas, Pamela's Cooking with Love, e é autora do livro de receitas à base de plantas I Love You: Recipes from the Heart (2024).

## Biografia e Carreira
Pamela Anderson nasceu e foi criada na cidade de Ladysmith, no Canadá. Oriunda de uma família humilde, possui um único irmão mais velho: Gerry Anderson. Pamela possui ascendência neerlandesa pelo lado materno, e finlandesa pelo lado paterno. A modelo viveu num lar instável: Seu pai era um alcoólatra desempregado que espancava a sua mãe, que sustentava a casa trabalhando de garçonete, e a família passava necessidades. Em 2014 informou para a imprensa que sofreu assédio sexual dos 6 aos 10 anos, através de sua babá. Aos 12 anos foi estuprada pelo irmão de sua amiga, e aos 16 anos foi estuprada por seu primeiro namorado e por seis amigos dele. Por conta disto desenvolveu depressão e passou muitos anos frequentando psicoterapia, por conta destes abusos e de conflitos familiares.
Sua vida mudou aos 20 anos, em 1987, durante uma partida de futebol em seu país natal, quando uma das câmeras do estádio focou em seu rosto, e lhe deu um grande plano. A partir daí, devido a sua beleza e sensualidade, foi contratada como modelo fotográfica por uma empresa de lingerie, para posar para os seus catálogos, e rapidamente surgiu um convite para posar nua para a revista masculina Playboy, tendo sido um recorde de vendas. A partir daí, paralelo a carreira de modelo, começou a estudar teatro, formando-se como atriz, fazendo participações em filmes, séries e peças. Apesar disto, seus trabalhos no cinema foram mal sucedidos em termos comerciais, destacando-se Barbwire (Bela e Perigosa, 1996).
Por viver nos Estados Unidos desde seus vinte anos de idade e ter constituído trabalho e família no país, Pamela naturalizou-se norte-americana em 12 de maio de 2004, enquanto manteve sua cidadania canadense.

## Vida Pessoal
Conhecida por seus diversos relacionamentos amorosos com atores, cantores e modelos, de 1995 a 1998 foi casada com Tommy Lee, o baterista dos Mötley Crüe, com quem teve dois filhos: Brandon Thomas Anderson Lee, nascido em 05 de junho de 1996, e Dylan Jagger Anderson Lee, nascido em 29 de dezembro de 1997. Seus dois filhos nasceram de cesariana, em Malibu, na Califórnia. Ambos os rapazes são músicos. O matrimônio de Pamela e Tommy foi bastante complicado, devido às traições e humilhações por parte de Tommy. O casal foi capa frequente dos tabloides, devido a problemas de Lee com drogas, que resultaram em violência conjugal, além do notório caso do vazamento de um vídeo pornô feito pelo casal, para registar a sua lua de mel. O vídeo viralizou na internet, e fez aumentar ainda mais a fama de Pamela como sex symbol.

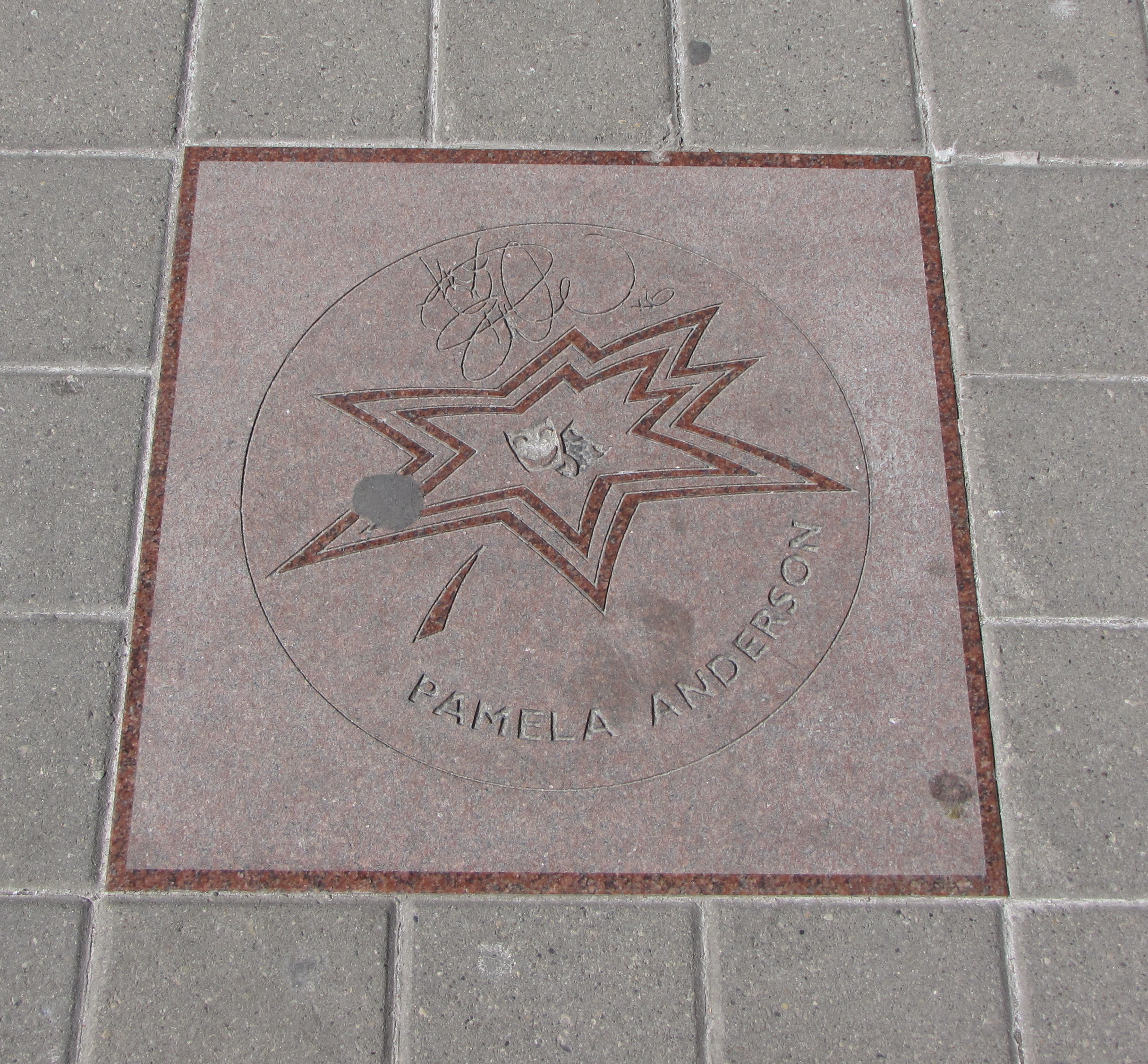
Estrela de Pamela Anderson na Calçada da fama do Canadá.

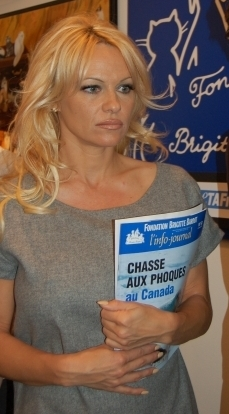
Pamela Anderson como ativista pelos direitos dos animais.

De 2000 a 2006 foi casada com o músico Kid Rock, tendo ambos separado-se amigavelmente. Em 2002 informou para a imprensa que havia descoberto ser portadora do vírus da Hepatite C, contraído por ter partilhado com seu então marido Kid uma agulha de tatuagem. Em 2015 fez um ensaio nu para comemorar a cura dessa doença, após muitos anos de tratamento.
Em 6 de outubro de 2007 casou-se com o jogador profissional de póquer Rick Salomon, separando-se dele dois meses depois, mas reataram a relação um mês depois e moraram juntos até janeiro de 2013. Após um ano separados, voltaram a viver juntos em janeiro de 2014. «Estamos muito felizes. As nossas famílias estão muito felizes e é isso que importa», disse a atriz ao site E! durante o baile de gala organizado pelo ator Sean Penn para ajudar o Haiti. A relação, contudo, não durou muito tempo, e em junho do mesmo ano divorciaram-se.
Em 2016 iniciou um relacionamento amoroso com o futebolista francês Adil Rami, um rapaz dezoito anos mais jovem. Eles foram morar juntos em 2017 na mansão dele, localizada na Riviera Francesa, em Cassis, na comuna de Marselha. O casal separou-se em maio de 2019, quando Pamela descobriu diversas traições do então companheiro, inclusive tendo recebido ligações e ameaças das amantes dele. Ela revelou para a imprensa que sofreu muito com os ciúmes doentios do companheiro, onde sofreu constantes humilhações, abusos sexuais e agressões de Adil, e acabou o comparando a um sociopata perigoso. Após a separação, mudou-se para seu apartamento em Vancouver, onde mora sozinha.
É conhecido da imprensa a péssima relação que Pamela e seus filhos tem com o pai deles. Uma polêmica surgiu quando Tommy Lee afirmou, em 2018, para a imprensa, ter sido agredido a socos por seu filho Brandon Thomas Lee. Pamela contratou advogados, e conseguiram absolvê-lo do processo criminal movido pelo pai.
Em 2008 Pamela causou polêmica ao ficar nua e fazer um strip-tease durante o aniversário de 82 anos de Hugh Hefner, dono da revista masculina PlayBoy. Segundo Pamela, foi um presente a Hugh. Ela já posou nua 14 vezes para a revista, sempre mantendo os recordes de vendas.
Pamela Anderson comprou uma casa de praia em Malibu, no noroeste do Condado de Los Angeles, na Califórnia, por 1,8 milhão de dólares em 2008, e tentou vendê-la em 2013 por 7,75 milhões de dólares, mas depois a retirou do mercado. Desde então, ela está alugando sua casa em Malibu por 50 mil dólares por mês. Pamela Anderson está agora vivendo em uma mansão em Cassis, na comuna de Marselha, na França.
Pamela é vegetariana e ativista defensora dos direitos animais, membro da PETA (People for the Ethical Treatment of Animals). Pamela Anderson possui ascendência neerlandesa do lado materno e finlandesa do paterno. Pamela Anderson,  foi considerada a personalidade do ano de 2010 pela associação PETA (People for the Ethical Treatment of Animals) devido ao trabalho realizado em defesa dos direitos animais.
Em Setembro de 2011 foi convidada para participar do Big Brother UK como anfitriã, permanecendo no programa por alguns dias. Fez amizade com a participante Louise Cliffe, que, logo no início, já a chamava de "Wonder Woman".
Em Novembro de 2013, correu a Maratona de Nova Iorque em 5 horas e 41 minutos para ajudar a arrecadar dinheiro para o grupo humanitário J/P Haitian Relief Organization. Criada pelo ator Senn Penn, esta organização ajuda a construir casas para as pessoas afetadas pelo sismo de 2010 no Haiti e facilita cuidados de saúde e educação aos mais necessitados.

## Prêmios e Indicações
| Prêmio        | Ano  | Categoria                        | Filme             | Resultado | Ref.   |
| ------------- | ---- | -------------------------------- | ----------------- | --------- | ------ |
| Globo de Ouro | 2025 | Melhor Atriz em Cinema - Drama   | The Last Showgirl | Indicada  | [ 21 ] |
| SAG Awards    | 2025 | Melhor Atriz Principal em Cinema | The Last Showgirl | Indicada  | [ 22 ] |